# شرتية
شُرْتِية أو شُرْطِية (الاسم العلمي: Shortia)، جنس شجيرات أو أعشاب برية من فصيلة كأسية خماسية الأوراق. تضم خمسة أنواع، أربعة في آسيا وواحد في جبال الأبالاش في شرق أمريكا الشمالية. يُعثر عليها في المناطق الجبلية، بشكل عام من ارتفاع يتراوح بين 1000 - 2000 متر (3300 - 600 قدم).